# Континентальный кубок по хоккею с шайбой
Континентальный кубок по хоккею с шайбой (англ. IIHF Continental Cup) — ежегодное спортивное соревнование по хоккею с шайбой второго уровня для европейских клубов (после Хоккейной Лиги чемпионов), проводимое с 1997 года под эгидой ИИХФ. Турнир является наследником Кубка Федерации, разыгрывавшегося в 1995—1997 годах и позиционирующего себя как аналог Кубка УЕФА в футболе. С 2014 года является вторым международным хоккейным турниром среди мужских клубных команд, проводимым под эгидой ИИХФ.

## История
Турнир был образован в 1997 году как замена Кубку Федерации. В первом розыгрыше участвовали 42 команды из 26 стран. Розыгрыш начинался с двух предварительных раундов, в каждом из которых было по шесть групп, состоящих из 3-4 команд. Победители групп выходили в следующую стадию. После предварительно раунда следовал полуфинальный раунд, три лучшие команды которого выходили в суперфинал. Первым обладателем Континентального кубка стал словацкий клуб «Кошице».
Все розыгрыши кубка имели схожий формат проведения: три предварительные раунда и суперфинал, в которых играют группами по четыре команды. В турнире участвуют в основном чемпионы европейских лиг и победитель предыдущего розыгрыша. 
По четыре раза победителями турнира становились хоккеисты Швейцарии, Словакии и Беларуси.
Среди клубов лучший показатель у команды «Юность-Минск», три раза становившаяся победителем турнира.
Дважды обладателями кубка становились «Амбри-Пиотта», «Цюрих Лайонс», и «Руан».

## Победители Континентального кубка
| Год       | Победитель                           | 2 место                              | 3 место                              | Место и страна проведения суперфинала | Место и страна проведения суперфинала |
| --------- | ------------------------------------ | ------------------------------------ | ------------------------------------ | ------------------------------------- | ------------------------------------- |
| 1997/1998 | Кошице (1)                           | Айсберен Берлин                      | Ильвес Тампере                       | Тампере                               | Финляндия                             |
| 1998/1999 | Амбри-Пиотта (1)                     | Кошице                               | Авангард Омск                        | Кошице                                | Словакия                              |
| 1999/2000 | Амбри-Пиотта (2)                     | Айсберен Берлин                      | Ак Барс Казань                       | Берлин                                | Германия                              |
| 2000/2001 | Цюрих Лайонс (1)                     | Лондон Найтс                         | Слован Братислава                    | Цюрих                                 | Швейцария                             |
| 2001/2002 | Цюрих Лайонс (2)                     | Милано Вайперс                       | Зволен                               | Цюрих                                 | Швейцария                             |
| 2002/2003 | Йокерит Хельсинки (1)                | Локомотив Ярославль                  | Лугано                               | Лугано Милан                          | Швейцария Италия                      |
| 2003/2004 | Слован Братислава (1)                | Гомель                               | Лугано                               | Гомель                                | Беларусь                              |
| 2004/2005 | Зволен (1)                           | Динамо Москва                        | Альба Волан Секешфехервар            | Секешфехервар                         | Венгрия                               |
| 2005/2006 | Лада Тольятти (1)                    | Рига 2000                            | Цюрих Лайонс                         | Секешфехервар                         | Венгрия                               |
| 2006/2007 | Юность-Минск (1)                     | Авангард Омск                        | Ильвес Тампере                       | Секешфехервар                         | Венгрия                               |
| 2007/2008 | Ак Барс (1)                          | Рига 2000                            | Казцинк-Торпедо Усть-Каменогорск     | Рига                                  | Латвия                                |
| 2008/2009 | Мартин (1)                           | Руан                                 | Больцано                             | Руан                                  | Франция                               |
| 2009/2010 | Ред Булл Зальцбург (1)               | Юность-Минск                         | Шеффилд Стилерс                      | Гренобль                              | Франция                               |
| 2010/2011 | Юность-Минск (2)                     | Ред Булл Зальцбург                   | Сённерйюск                           | Минск                                 | Беларусь                              |
| 2011/2012 | Руан (1)                             | Юность-Минск                         | Донбасс Донецк                       | Руан                                  | Франция                               |
| 2012/2013 | Донбасс Донецк (1)                   | Металлург Жлобин                     | Руан                                 | Донецк                                | Украина                               |
| 2013/2014 | Ставангер Ойлерз (1)                 | Донбасс Донецк                       | Азиаго                               | Руан                                  | Франция                               |
| 2014/2015 | Неман Гродно (1)                     | Фиштаун Бремерхафен                  | Дюк д'Анже                           | Бремерхафен                           | Германия                              |
| 2015/2016 | Руан (2)                             | Хернинг Блю Фокс                     | Тыхы                                 | Руан                                  | Франция                               |
| 2016/2017 | Ноттингем Пантерс (1)                | Бейбарыс Атырау                      | Оденсе Бульдогс                      | Риттен                                | Италия                                |
| 2017/2018 | Юность-Минск (3)                     | Номад Астана                         | Шеффилд Стилерс                      | Минск                                 | Беларусь                              |
| 2018/2019 | Арлан Кокшетау (1)                   | Белфаст Джайантс                     | ХК Катовице                          | Белфаст                               | Великобритания                        |
| 2019/2020 | Сённерйюск (1)                       | Ноттингем Пантерс                    | Неман Гродно                         | Войенс                                | Дания                                 |
| 2020/2021 | Отменён в связи с пандемией COVID-19 | Отменён в связи с пандемией COVID-19 | Отменён в связи с пандемией COVID-19 | Отменён в связи с пандемией COVID-19  | Отменён в связи с пандемией COVID-19  |
| 2021/2022 | Краковия (1)                         | Сарыарка                             | Ольборг Пайрэтс                      | Ольборг                               | Дания                                 |
| 2022/2023 | ХК Нитра (1)                         | Дюк д'Анже                           | Кардифф Девилз                       | Анже                                  | Франция                               |
| 2023/2024 | Номад Астана (1)                     | Хернинг Блю Фокс                     | Кардифф Девилз                       | Кардифф                               | Великобритания                        |
| 2024/2025 | Кардифф Девилз (1)                   | Гренобль                             | Краковия                             | Кардифф                               | Великобритания                        |

## Победы по странам
- Словакия — 5
- Швейцария — 4
- Беларусь — 4
- Россия — 2
- Франция — 2
- Казахстан — 2
- Великобритания — 2
- Финляндия — 1
- Австрия — 1
- Украина — 1
- Норвегия — 1
- Дания — 1
- Польша — 1